# Holozoster
Holozoster is een geslacht van hooiwagens uit de familie Podoctidae.
De wetenschappelijke naam Holozoster is voor het eerst geldig gepubliceerd door Loman in 1902. 

## Soorten
Holozoster is monotypisch en omvat slechts de volgende soort:
- Holozoster ovalis